# ۵۷۳ (میلادی)
۵۷۳ (میلادی) پانصد و هفتاد و سومین سال تقویم میلادی است.

## زادگان
- ابوبکر
- ابورافع
- حذیفه بن یمان

## درگذشتگان
‎